# Stagnicola turricula
Stagnicola turricula is een slakkensoort uit de familie van de Lymnaeidae. De wetenschappelijke naam van de soort is voor het eerst geldig gepubliceerd in 1836 door Held.